# Liolaemus nigroviridis
Liolaemus nigroviridis, la lagartija negroverdosa, es una especie de lagarto de la familia Iguanidae. Se encuentra en Chile.
Habita entre las regiones de Valparaíso y O'Higgins, registrándose especímenes en montañas de la Cordillera de la Costa como Chicauma, Altos de Cantillana, El Roble, La Campana y cerro Poqui. La lagartija negroverdosa posee variabilidad cromática, y, además, presenta cierto grado de dicromatismo sexual. Los machos poseen una coloración verde-amarillento con matices rojos, acompañado de un diseño de manchas negras irregulares, mientras que las hembras tiene una coloración más opaca y parduzca, con una línea vertebral negra.